# 米开朗基罗·安东尼奥尼
米開朗基羅·安东尼奥尼（義大利語：Michelangelo Antonioni；1912年9月29日—2007年7月30日），意大利現代主義電影導演。他是目前唯四在國際三大影展獲得大滿貫的導演之一（剩下的分別為亨利-喬治·克魯佐、勞勃·阿特曼以及賈法·潘納西）

## 早年生活
米開朗基羅·安東尼奧尼出生在義大利北方艾米利亞-羅馬涅的歷史名城費拉拉。1935年，在波隆那大學取得經濟學學位之後，他開始為費拉拉地方報紙《Il Corriere Padano》寫作，成為電影記者。
1940年安東尼奧尼搬至羅馬，為雜誌《電影》（Cinema）工作。該雜誌是官方法西斯主義的電影刊物，由貝尼托·墨索里尼的兒子维托里奥·墨索里尼主編。而安東尼奧尼在數月之後就被開除。之後他進入羅馬電影實驗中心（Il Centro Sperimentale di Cinematografia）去學習電影技術。

## 第一部影片
1942年，他與羅伯托·羅塞里尼合作寫出《飛行員的歸來》（Un pilota ritorna）的劇本，也在福基隆尼的電影《弗斯卡里父子》（I due Foscari）之中擔任助理導演。1943年，安東尼奧尼去法國協助馬賽爾·卡爾內拍攝《夜间来客》（又譯為《夜來惡魔》或《夜間访客》）。安東尼奧尼在1940年代開始拍攝短片，《波河的人們》是說在波河貧窮漁夫的故事（安東尼奧尼自1943年到1947年在波河工作）。這些短片是新寫實主義的風格，有著對當地居民的生活作半紀錄片的研究。
然而，安東尼奧尼的第一部長片《爱的谎言》藉由描寫中產階級而逃脫了新寫實主義。他繼續創作一系列的影片：《失敗者》，是敘說在不同國家（法國、義大利與英國）所發生的青少年犯罪系列故事；《不戴茶花的茶花女》描述一個年輕的電影明星與她的墮落；以及《女朋友》敘述都靈的中產階級婦女。《公路之王》（又譯為《喊叫》、《流浪者》、《吶喊》）重新回到工人階級的故事，敘述一個工廠的工人和他的女兒。每一個故事都與社會異化相關。

## 國際聞名
在電影《女朋友》（Le Amiche）之中，安東尼奧尼實驗了原創的新風格：他放棄了傳統的敘事手法，而以一系列表面上無關連的事件來表現，並大量運用長鏡頭。
這樣慢步調的風格很可能讓人感到沮喪並失去往前的動力。然而安東尼奧尼在作品《情事》（又譯為《奇遇》或是《迷情》，1960年）之中回歸到這樣的風格，也使他第一次在國際上聞名。雖然這部影片在坎城影展毀譽參半，但是這部影片在全世界的藝術電影院受到相當大的歡迎。1962年，英國的《視與聽》雜誌將《情事》列為影史上十大佳片的第二名。
安東尼奧尼接著拍了《夜》（1961）與《蚀》（1962）。由於這三部影片風格類似，而且都是討論關於人類在現代世界的異化，所以通常被合稱為是「疏離（愛情）三部曲」。刻畫現代人因缺乏有效溝通而苦悶、孤獨，轉而尋求愛情以寄託心靈。但往往不得慰藉，反而再度因無形的隔閡之墻而愛情挫敗，陷入絕望與更深沉的孤獨中。
他第一部彩色電影，《红色沙漠》（1964）處理了類似的議題，所以有時候這部影片也會被當作是第四部曲。

## 英語電影
安東尼奧尼接著與製作人卡洛·蓬蒂（Carlo Ponti）簽約，使未來三部電影可以以英語發音而被米高梅公司發行。首先，以英國為背景的電影《春光乍現》（又譯作《放大》，1966年），造成了空前的成功。雖然它處理「客觀標準的不可能性」這樣具有挑戰性的題材，但這部電影卻非常的成功與賣座，當然電影中明顯直接的性愛畫面也對票房有幫助。這部電影是由影星大衛·漢明斯（David Hemmings）與凡妮莎·蕾格烈芙主演。
在第二部英語電影《扎布里斯基角》（Zabriskie Point，又譯作《無限春光在險峰》、《沙丘》或《死亡點》，1970年）中，安東尼奧尼第一次將背景設在美國。這部電影雖然電影配樂包括了當時流行的藝人如平克·弗洛伊德（他們為了這部電影特別寫了新歌）、死之華合唱團與滾石樂隊，但是卻沒有前作來的受歡迎。影片描述反傳統文化運動，但卻因新手演員單調的表演而飽受嚴厲批評。
由傑克·尼科爾森主演的第三部英語電影《过客》，又譯作《职业：记者》、《旅客》，1975年 ）受到評論家的讚揚，但在票房的表現依然無力。這部影片許多年沒有在市面上流通，但是在2005年10月在部分的戲院檔期重新放映並且接著發行DVD。

## 《中國》事件
1972年，在《扎布里斯基角》與《过客》之間，安東尼奧尼受江青和毛泽东夫妇的邀請，在文革期间訪問中國。他应邀拍摄紀錄片《中国》，但此后这部影片卻被某些人以「反華」與「反共」的理由嚴厲譴責，电影上映遭禁。
這部紀錄片在中國的第一次放映是2004年11月25日在北京，由北京電影學院舉辦的一個紀念安東尼奧尼貢獻的影展之中。

## 晚年作品
1980年，安東尼奧尼拍了《奥伯瓦尔德的秘密》（Il Mistero di Oberwald），這是一部在色彩電子處理上的實驗：先用電視攝影機拍攝（使用625線、50圖場的格式），再轉成膠捲，跟一般直接用膠捲底片拍攝的手法不同。這也是首度用電視攝影機（video）拍攝一部長片，可說是數位電影的先鋒。該片由時常與安東尼奧尼合作的女星莫妮卡·維蒂主演，改編自尚·科克托的故事《雙頭鷹之死》（L'aigle à deux têtes）（尚·科克托於1948年拍過同名電影《雙頭鷹之死》）。
電影《一个女人的身份证明》（Identificazione di una donna，1982年 ）在義大利拍攝，主題又再次處理三部曲系列的相同議題。
1985年，安東尼奧尼中風，讓他半身癱瘓，無法言語。然而，他繼續拍片，包括與文·溫德斯合拍的《云上的日子》（又譯為《在雲端上的情與慾》，1995年），將他的四個短篇故事改編搬上銀幕。文·溫德斯擔任候補導演，並負責拍攝四段影片中的橋段。這部影片在威尼斯影展中與《三輪車夫）同時獲得影評人費比西獎。
同年，他獲得美國奧斯卡終身成就獎。頒獎給他的是傑克·尼科爾森。數月之後，小金人被夜賊偷走，後來又被償還。在這之前，他曾因《春光乍現》入圍奧斯卡最佳導演與最佳劇本獎。
安東尼奧尼最後一部電影，是在他90多歲時拍的，是一部電影集《爱神》（Eros，2004年）的其中一段〈慾〉（Il filo pericoloso delle cose）。本片製作的原始動機是向安東尼奧尼致敬，最終由三部短片構成；公開表明深受安東尼奧尼影響的導演王家衛和史蒂文·索德伯格各拍了一段，加上安東尼奧尼自己的註腳。這個短片集是由許多朦朧的構圖與卡耶塔諾·費洛索所作曲並演唱的歌曲〈米開朗基羅·安東尼奧尼〉所架構而成。
這部影片的美國DVD發行時包含了安東尼奧尼另一部在2004年拍的短片《米開朗基羅的凝視》（Lo Sguardo di Michelangelo）。
安東尼奧尼於2007年7月30日逝世於羅馬，享年94歲，另一個偉大的電影導演英格瑪·伯格曼也在同一天過世。安東尼奧尼的遺體目前放置在羅馬市政府，直到2007年8月2日的喪禮。市政府也在靈堂設了大螢幕呈現安東尼奧尼黑白的連續畫面，包括了影片的背景與後台。

## 形式與風格
電影歷史學家弗吉尼亞·萊特·魏克斯曼敘述安東尼奧尼對於世界的觀點，是一種「後馬克思主義與存在主義知識份子」的方式。安東尼奧尼在坎城的一段致詞說到關於《情事》（1960年）。他說在這個理性與科學的現代世代，人類始終藉由著「苛刻且死板的道德被認為且承擔了懦弱與全然的怠惰」存活。他說電影能夠洞悉矛盾－我們非常仔細的去審視那些道德看法，我們細心研究且分析他們直到筋疲力盡。我們有能力作，但我們沒有能力去發現新的方式。九年後他在一個訪談上也表示了相同的看法，他說，他憎恨道德這個字：當人變得安於自然，當精神空間變成他真正的背景，這些字和看法（指道德）將會失去它們的意義，而且我們也不再需要使用它們。
因此，安東尼奧尼電影當中循環的主題之一，就是忍受倦怠的主角們的生活除了聲色之娛的滿足或物質財富的追求之外，皆空虛且毫無目標。電影史家大衛·鮑得威爾寫說，在安東尼奧尼的電影中，假期、派對、以及藝術的消遣追求，都無法掩飾主角目標與情感的缺乏。性行為是隨意的誘惑，且主角不惜任何代價地追求財富。
安東尼奧尼的電影傾向於省略情節與對話，且大部分的時間都花費在徘徊特定的境景，例如在《过客》中十分鐘的長鏡頭，或者在《蚀》中莫妮卡·維蒂好奇地瞪著電子看板，搭配著環境音與電路噹啷聲。弗吉尼亞·萊特·魏克斯曼是如此解釋他的風格的：
“...攝影機放置在中景遠比特寫多，頻繁地緩慢移動，鏡頭容許藉由著剪接以延長連續性。如此一來每個畫面會更複雜，比一般較小環境被構築的那種風格，能夠承載更多的資訊…在安東尼奧尼的作品中我們必須詳細的了解他的畫面，他迫使我們所有的注意力藉由著持續的鏡頭，直到鏡頭被剪斷...”
安東尼奧尼也被受矚目，因其在他的電影風格中開發了色彩為重要的表現元素，特別在他的第一部彩色電影，《红色沙漠》片中。

## 重要性
大衛·鮑得威爾認為安東尼奧尼的電影在藝術電影有巨大的影響力：「比起其他導演，他更能鼓勵電影工作者去探索簡約風格且開放結局的敘事方式」。
安東尼奧尼的簡約風格與無目的的角色並不被所有的評論者所欣賞。英格瑪·伯格曼曾說他欣賞一部分安東尼奧尼的電影包括《春光乍現》與《夜》，因為影片中不帶感情且有時帶有朦朧的特質，然而他覺得安東尼奧尼的其他電影很無聊，並說他不了解為什麼安東尼奧尼這麼受尊敬。

## 電影作品
- 《波河的人們（英语：Gente del Po）》（1943）
- 《罗马—蒙得维的亚（英语：Roma-Montevideo）》（1948）
- 《超越遗忘（英语：Oltre l'oblio）》（1948）
- 《城市清洁工（英语：Nettezza urbana）》（1948）
- 《迷信（英语：Superstizione）》（1949）
- 《人造丝织物（英语：Sette canne, un vestito）》（1949）
- 《白衣女孩（英语：Ragazze in bianco）》（1949）
- 《怪兽别墅（英语：Bomarzo）》（1949）
- 《爱的谎言（英语：L'Amorosa menzogna）》（1949）
- 《怪兽别墅（英语：La Villa dei mostri）》（1950）
- 《法洛丽亚雪山索道（英语：La Funivia del faloria）》（1950）
- 《愛情編年史（英语：Cronaca di un amore）》（1950）
- 《不戴茶花的茶花女（英语：La Signora senza camelie）》（1953）
- 《失敗者》（1953）
- 《城市裡的愛情（英语：L'Amore in città）》中的片段《自殺的真相》（1953）
- 《女朋友》（1955）
- 《公路之王（英语：Il Grido）》（1957）
- 《罗马冤家（英语：Nel segno di Roma）》（1959）
- 《情事》（1960）
- 《夜》（1961）
- 《蚀（英语：L'Eclisse）》（1962）
- 《红色沙漠（英语：Il Deserto rosso）》（1964）
- 《女人的三副面孔（英语：I Tre volti）》中的《试镜》1965年
- 《春光乍現》（1966）
- 《扎布里斯基角》（1970）
- 《中国》（1972）
- 《过客（英语：The Passenger (film)）》（1975）
- 《奥伯瓦尔德的秘密》（1980）
- 《一个女人的身份证明》（1982）
- 《朝拜 (1989年电影)（英语：Kumbha Mela）》（1989）
- 《意大利十二导演与十二城市（英语：12 registi per 12 città）》中的《罗马》（1989）
- 《诺托·杏花·火山·斯特龙博利·狂欢节（英语：Noto, Mandorli, Vulcano, Stromboli, Carnevale）》（1993）
- 《云上的日子》（1995）
- 《米開朗基羅的凝視》（2004）
- 《爱神》中的《慾》（2004）

## 奖项

### 入圍
- 1961年，《情事》入圍英國电影学院奖最佳影片
- 1962年，《蚀（英语：L'Eclisse）》入圍坎城影展金棕櫚獎
- 1967年，《春光乍現》入圍奧斯卡最佳導演獎與奥斯卡最佳原創劇本獎
- 1968年，《春光乍現》入圍英國电影学院奖最佳英國影片
- 1975年，《过客（英语：The Passenger (film)）》入圍坎城影展金棕櫚獎
- 1982年，《一个女人的身份证明》入圍坎城影展金棕櫚獎

### 获奖
- 1955年，《女朋友》獲得威尼斯影展銀獅獎
- 1960年，《情事》獲得坎城影展評審團大獎
- 1961年，《夜》獲得柏林影展金熊獎與影評人費比西獎
- 1962年，《蚀（英语：L'Eclisse）》獲得坎城影展評審團大獎
- 1964年，《红色沙漠（英语：Il Deserto rosso）》獲得威尼斯影展金獅獎
- 1967年，《春光乍現》獲得坎城影展金棕櫚獎
- 1976年，《过客（英语：The Passenger (film)）》獲得丹麥波迪電影獎最佳歐洲電影獎
- 1982年，《一个女人的身份证明》獲得坎城影展35年度獎
- 1983年，獲威尼斯影展終身成就獎
- 1993年，獲歐洲電影獎終身成就獎
- 1995年，《云上的日子》獲得威尼斯影展影評人費比西獎
- 1995年，獲美國奧斯卡終身成就獎

## 文獻目錄
- （英文） 安東尼奧尼文獻目錄 （页面存档备份，存于），來自加州大學柏克萊分校

## 相關書籍
- 安東尼奧尼著，《一個導演的故事》 ISBN 957-32-1200-5
- 安東尼奧尼著，《The Architecture of Vision.  Writings & interviews on Cinema》 ISBN 1-56886-061-1
- 安東尼奧尼著，《Unfinished Business: Screenplays, Scenarios, and Ideas》 ISBN 1-56886-051-X. （Thomas J. Harrison的書介）
- 大衛·漢明斯著，《Blow Up... and Other Exaggerations: The Autobiography of David Hemmings》 ISBN 1-86105-789-X.
- 文·溫德斯著，《My Time With Antonioni: The Diary of an Extraordinary Experience》 ISBN 0-571-20076-1.（這是與安東尼奧尼合作拍攝《雲上的日子》時期的日記。這是小平裝版。但法文、德文與義大利文的版本有大量文·溫德斯與其妻Donata拍的彩色與黑白照片集）
- 文·溫德斯著，《與安東尼奧尼一起的時光》 ISBN 7-5633-4860-3 （這是中文版本）
- 文·溫德斯著，《Avec Michelangelo Antonioni. Chronique d'un film》  ISBN 2-85181-369-2. （這是法文版本，包括文·溫德斯與其妻Donata拍的彩色與黑白照片）
- 赛莫尔‧钱特门著，《Antonioni, or, The Surface of the World》 ISBN 0-520-05341-9.
- 彼得布·鲁特尼著，《The Films of Michelangelo Antonioni》 ISBN 0-521-38992-5.
- 泰德‧佩瑞主編，William Arrowsmith著，《Antonioni. The Poet of Images》 ISBN 0-19-509270-8

## 外部連結
- 米开朗基罗·安东尼奥尼在互联网电影资料库（IMDb）上的資料（英文）
- 米开朗基罗·安东尼奥尼在豆瓣上的资料（简体中文）
- 水橫舟，安東尼奧尼的China亮相中國
- 單萬里，安東尼奧尼的榮譽與痛苦 （页面存档备份，存于）
- 義大利電影大師：安東尼奧尼 （页面存档备份，存于）
- 大師再殞 - 安東尼奧尼 Michelangelo Antonioni 1912-2007 （页面存档备份，存于）
- （英文） Michelangelo Antonioni. Interview. Rome, July 29, 1969. In: Charles Thomas Samuels, Encountering Directors. New York: G.P. Putnam's Sons, 1972, pp. 15-32.
- （英文） Senses of Cinema: Great Directors Critical Database （页面存档备份，存于）
- （英文） Michelangelo Antonioni @ pHinnWeb （页面存档备份，存于）
- （英文） Autobiographical interview with/by Michelangelo Antonioni in Cahiers du Cinema from 1960
- （英文） Interview with Antonioni from 1969
- （英文） The Passenger Meets History, by Robert Koehler
- （英文） Review of The Passenger in its 2005 re-release. SlantMagazine.com
- （英文） Review of The Passenger in its 2005 re-release. Carina Chocano, Los Angeles Times, 11/04/2005
- （英文） Review of The Passenger in its 2005 re-release. Manohla Dargis, New York Times, 10/28/2005 （页面存档备份，存于）
- （英文） The Films of Michelangelo Antonioni
- （法文） Michelangelo Antonioni （页面存档备份，存于）
- （意大利文） 安東尼奧尼的照片 （页面存档备份，存于），Giuseppe Palmas（英语：Giuseppe Palmas）拍攝，1954年12月22日在羅馬